# Michaela Jelínková
Michaela Jelínková (* 2. Dezember 1985 in Brünn, Tschechoslowakei) ist eine tschechische Volleyballspielerin.
Michaela Jelínková spielte in ihrer Jugend für den heimatlichen Verein VK Královo Pole Brno, wo sie 2003 tschechische Meisterin wurde. Danach ging sie nach Frankreich zum RC Cannes, mit dem sie viermal in Folge französische Meisterin und Pokalsiegerin wurde. Nach einem weiteren Jahr in Frankreich bei Hainaut Volley in Valenciennes ging sie für 2008/09 zurück in ihr Heimatland und wurde mit VK Prostějov erneut tschechische Meisterin. Von 2009 bis 2012 spielte sie in der deutschen Bundesliga beim USC Münster. Danach kehrte sie zurück zum VK Prostějov.
Michaela Jelínková spielt seit 2001 in der tschechischen A-Nationalmannschaft. Bei der Europameisterschaft in Polen 2009 erreichte sie den neunten Platz und bei der Europameisterschaft in Italien und Serbien 2011 landete sie auf Platz acht.